# Nikolaus Brem
Nikolaus Brem (* 25. Oktober 1877 in Augsburg; † 2. Juni 1957 in München) war ein deutscher römisch-katholischer Geistlicher.

## Werdegang
Brem wurde am 11. Juli 1900 in Augsburg zum Priester geweiht. Seine Kaplanszeit führte ihn nach Mering und Nördlingen. Bischof Maximilian von Lingg holte ihn 1906 als Landessekretär in die Verwaltung der Diözese. Während des Ersten Weltkriegs diente er als Divisionsgeistlicher der 10. Bayerischen Infanteriedivision. 
Auf Bitte des Münchner Metropolitankapitels ernannte Papst Pius XI. Brem zum Domkapitular. Aufgeschworen wurde er am 28. Juni 1923. Von 1923 bis 1928 gehörte er dem Gesamtvorstand des Katholischen Volksvereins an. Ab 1923 war er Erster Vorsitzender des Katholischen Jugendfürsorgevereins der Erzdiözese München und Freising.

## Ehrungen
- 1956:  Verdienstkreuz (Steckkreuz) (Verdienstkreuz 1. Klasse) der Bundesrepublik Deutschland